# Swetła Złatewa
Swetła Stefanowa Złatewa, bułg. Светла Стефанова Златева, (ur. 25 lutego 1952 w Gornej Orjachowicy) – bułgarska lekkoatletka specjalizująca się w biegach sprinterskich i średniodystansowych, dwukrotna uczestniczka letnich igrzysk olimpijskich (Monachium 1972. Montreal 1976). W czasie swojej kariery startowała również pod nazwiskiem Kolewa (Колева), będąc wówczas żoną Iwana Kolewa – bułgarskiego zapaśnika, brązowego medalisty olimpijskiego z Montrealu.

## Sukcesy sportowe
- dwukrotna mistrzyni Bułgarii w biegu na 400 metrów – 1971, 1976
- mistrzyni Bułgarii w biegu na 800 metrów – 1973
- mistrzyni Bułgarii w biegu na 1500 metrów – 1973[1]
- trzykrotna halowa mistrzyni Bułgarii w biegu na 400 metrów – 1971, 1972, 1973
- halowa mistrzyni Bułgarii w biegu na 800 metrów – 1981[2]
- rekordzistka świata w biegu na 800 metrów z wynikiem 1:57,48 (Ateny 24/08/1973), do 12/06/1976[3]

| Rok  | Miasto        | Zawody                         | Konkurencja                       | Wynik                    |
| ---- | ------------- | ------------------------------ | --------------------------------- | ------------------------ |
| 1970 | Wiedeń        | Halowe mistrzostwa Europy      | bieg na 800 m                     | 6. miejsce               |
| 1971 | Sofia         | Halowe mistrzostwa Europy      | sztafeta 4 × 2 okr. bieg na 400 m | brązowy medal 4. miejsce |
| 1972 | Grenoble      | Halowe mistrzostwa Europy      | bieg na 800 m                     | brązowy medal            |
| 1972 | Monachium     | Igrzyska olimpijskie           | bieg na 800 m                     | 4. miejsce               |
| 1973 | Rotterdam     | Halowe mistrzostwa Europy      | bieg na 800 m                     | 4. miejsce               |
| 1973 | Ateny         | Mistrzostwa krajów bałkańskich | bieg na 800 m                     | złoty medal              |
| 1976 | Montreal      | Igrzyska olimpijskie           | bieg na 800 m                     | 6. miejsce               |
| 1977 | San Sebastián | Halowe mistrzostwa Europy      | bieg na 800 m                     | 5. miejsce               |
| 1977 | Sofia         | Uniwersjada                    | bieg na 800 m                     | brązowy medal            |
| 1981 | Grenoble      | Halowe mMistrzostwa Europy     | bieg na 800 m                     | srebrny medal            |

## Rekordy życiowe
- na otwartym stadionie
bieg na 400 metrów – 54,03 – Helsinki 10/08/1971
bieg na 800 metrów – 1:57,21 – Montreal 26/07/1976
- w hali
bieg na 800 metrów – 2:01,37 – Grenoble 22/02/1981